# Émile Maggi
Émile Maggi   (Tucquegnieux, 12 de març de 1908 - Le Raincy, 19 d'abril de 1986) és un atleta francès, especialista en marxa atlètica, que va competir entre les dècades de 1930 i 1950.
Durant la seva carrera esportiva va prendre part en dues edicions dels Jocs Olímpics d'Estiu, el 1948 i el 1952. Fou sisè en els 10 quilòmetres marxa als Jocs de Londres de 1948 i setè en la mateixa prova als Jocs de Hèlsinki de 1952.
En el seu palmarès destaquen dues medalles en els 10 quilòmetres marxa al Campionat d'Europa d'atletisme. De bronze el 1946 i de plata el 1950. Va guanyar vuit campionats nacionals, sis en els 10 quilòmetres (1941 i de 1946 a 1950) i dos en els 50 quilòmetres marxa (1953 i 1955). També aconseguí diversos rècords nacionals entre 1941 i 1955.

## Millors marques
- 10 quilòmetres marxa. 45' 10.8" (1948)[1][4]